# Béchir Sylvain
Béchir Sylvain (Boston, Massachussetts, 16 de septiembre de 1981) es un actor haitiano-estadounidense de cine y televisión.

## Biografía y carrera
Bechir nació en Boston, Massachussetts de padres haitianos. El estudió arte dramático en la Southern Methodist University de Dallas, Texas.
Ha actuado en la Arizona Theater Company, Gablestage, American Stage, Summer Shorts, Ground Up & Rising, Gorilla Theater y Theater 68, donde ganó el premio al mejor conjunto teatral de la NAACP por su interpretación de Malcolm X en la obra «The Meeting». Bechir también recibió el premio Obie al mejor actor en la producción teatral «The Royale» de Marco Ramírez como protagonista interpretando a Jay «The Sport» Jackson.
Interpretó a «Glock» en la exitosa serie de Starz, BMF temporada 3 y a «Roman» en Diarra From Detroit. También interpreta a «AJ» en la serie Claws. 
Sus créditos televisivos también incluyen papeles como invitado en Blindspotting, Black Summer, S.W.A.T., The Rookie: Feds,  This is Us, Chicago, P.D. y Better Call Saul. Fue protagonista secundario en A Haitian Wedding. Aparecerá en la próxima película de la franquicia Jurassic Park, Jurassic World: Rebirth de 2025.

## Vida personal
Bechir habla con fluidez francés y criollo haitiano, y ha aparecido en numerosos anuncios nacionales y regionales. Fue el ganador del gran premio inaugural del concurso ABC Discovers y ha ganado el premio al mejor actor en el American Black Film Festival. El actor Bill Cobbs fungió como su mentor.